# Encírtids
Els encírtids (Encyrtidae) son una família d'himenòpters apòcrits de la superfamília dels calcidoïdeus (Chalcidoidea), la majoria parasitoides. S'usen en el control biològic de plagues.

## Etimologia
El mot prové del llatí modern encyrtus, que alhora esdevé del grec κυρτός (enkyrtos), que significa corbat, tort, i -idae, també de la paraula grega -ίδης (-ídēs), que vol dir aparença. En referència a la seua mesopleura convexa que els atorga un aspecte tan característic.

## Descripció
El cos robust i bastant rabassut, de xicoteta grandària, de 0,3 a 3,0 mm de llargària. Normalment posseeixen una lluentor metàl·lica o de color groc, groc-taronja, roig o marró. El cap presenta antenes situades entre el marge de la boca fins a quasi la meitat de l'espai entre el marge de la boca i l'ocel anterior. Les antenes amb l'escap amb una llargària d'almenys un terç de l'amplària del cap. El seu pedicel és curt, subcònic o aplanat. El flagel de la femella és de cilíndric a molt ample i aplanat, amb 4-9 segments, mentre que el del mascle és de cilíndric a lleugerament aplanat amb segments ramificats, amb 3-8 segments. El segment apical és més llarg que els precedents, i està format per 2-4 segments separats per un septe i formant una espècie de maça al final de l'antena. Els ulls són moderadament grans, normalment tan grans com la mínima distància entre l'ull i el marge de la boca. Les mandíbules són des de llargues i estretes amb una dent simple més o menys gran a molt amples i amb 4 dents o sense aquestes.
El pronot normalment és més curt que el mesoscut. El mesoscut és transvers, sense línies notals o si apareixen, són extremadament poc marcades, corbes i quasi indiferenciables. L'escutel té forma de casc. La mesopleura és allargada, i ocupa més de la meitat del tòrax en vista lateral i sovint en contacte amb la base del gàster. Les ales davanteres estan molt desenvolupades o reduïdes, ocasionalment hi manquen. La línia calba és present. Les venes marginals generalment són molt curtes, no més de 6-7 vegades més llargues que amples, rarament més llargues. La vena postmarginal i estigmàtica normalment són subiguals en longitud, no més llargues. La coxa és mitjana, en perfil, al mateix nivell que la mesopleura. En l'abdomen el segon segment és quasi indiferenciable, és extremadament curt i ample, per la qual cosa el gàster (segments abdominals 3-12), normalment amplament sèssils. Els tergits IX i X estan fusionats.

## Biologia
Un gran nombre d'espècies estan associades a cotxinilles (Coccoïdeus), generalment com a endoparasitoides, encara que existeixen casos de depredació sobre ous. Unes altres són parasitoides poliembriònics de lepidòpters i algunes espècies són hiperparasitoides d'altres himenòpters (encírtids, afelínids, pteromàlids, bracònids, etc.). En realitat molts insectes són parasitats per encírtids: ous i larves de coleòpters, de dípters i de neuròpters, ous d'ortòpters, d'aranyes, de caparres, larves d'himenòpters, etc.
La pupació sol tenir lloc dins del cos de l'amfitrió. En algunes espècies l'amfitrió no mor fins després d'eixir l'adult. En aquestes espècies, la larva madura fa una cambra de pupació en forma d'embolcall membranós que conflueix amb el sistema traqueal de l'amfitrió. A continuació, el capoll s'omple d'aire i permet així respirar la larva. La hibernació generalment la passen com a larva o pupa madura dins del cos de l'amfitrió.
Alguns encírtids (per exemple el gènere Copidosoma), tenen un interès especial ja que són paràsits poliembriònics de les larves de lepidòpters. Algunes d'aquestes espècies ataquen hostes menuts (com ara, Holcothorax testaceipes que ataca a Phyllonorycter spp.) i produeixen al voltant de mitja dotzena d'individus, però d'altres (per exemple, algunes espècies del gènere Copidosoma) ataquen a grans hostes (com Apamea monoglypha) i arriben a produir fins a dos mil individus a partir d'un sol ou. En moltes espècies hi ha dos morfologies larvals; una més xicoteta que es desenvolupa normalment, i una forma "de protecció" més gran que ix del primer de l'embolcall embrionari, però que no aconsegueix fer l'ècdisi, i que finalment mor. Les espècies poliembriòniques sovint fan que les larves de l'hoste es deformen grotescament i es retorcen quan moren com a prepupes.

## Taxonomia
La família Encyrtidae inclou 493 gèneres i 4058 espècies, repartides en dues subfamílies. Les larves de la major part són paràsits d'hemípters. Els trets distintius per a classificar un individu dins d'aquesta família són:
1. Ambdós sexes presenten una mesopleura molt allargada, sovint ocupen més de la meitat del tòrax en vista lateral.
2. La mida mitjana de la coxa arriba fins a la meitat de la mesopleura en vista lateral.
3. Les plaques caudals, no són a l'àpex del gàster. Freqüentment als dos terços de la part anterior.
4. Línia calva present i diferenciada.
5. El mesoscut és transversal i sense notaules, o si n'hi ha, són molt poc profunds i corbats, mai profunds i rectes.

## Importància
La importància dels encírtids resideix en què és un dels grups més usats en el control biològic de plagues. El 1994 es revisà la utilització d'encírtids en el control biològic: 241 espècies s'han emprat contra 134 espècies que poden esdevindre en plaga, de les quals en 211 casos han obtingut un èxit parcial o total. Els majors èxits corresponen al control biològic de caparretes de les famílies Coccoidea i Pseudococcidae. Malgrat la seua importància la família Encyrtidae no ha sigut estudiada en la Península Ibèrica des de 1921 per Mercet. Molt poques són les referències bibliogràfiques, en comparació amb altres grups d'himenòpters. Malgrat això, quasi 300 espècies han sigut citades a l'Estat espanyol, la majoria de les quals ho van ser a través de l'estudi de Mercet l'any 1921.